# 2018년 4월
| 2018년: 1월 · 2월 · 3월 · 4월 · 5월 · 6월 · 7월 · 8월 · 9월 · 10월 · 11월 · 12월 |

| \| 2018년 4월 1일 (일요일) \| \| 편집 \| |  |      |
| 사회 - 진해군항제: 대한민국 경상남도 창원시 진해구에서 제56회 군항제가 개막하였다. 벚꽃 축제인 군항제는 1일 개막하여 10 일까지 진행된다. 정치와 선거 - 대한민국의 정당 민주평화당(14석)과 정의당(6석)이 공동 교섭단체인 평화와 정의의 의원 모임 출범을 공식 발표하였다. 대한민국 국회 교섭단체 구성에는 최소 20석의 의석이 필요하다. 남북관계 - 레드벨벳, 조용필을 비롯한 윤상 예술단장이 이끄는 대한민국 예술단이 전격적으로 평양직할시 동평양대극장에서 공연하였다. 이 과정에서 김정은 조선민주주의인민공화국 국방위원장과 리설주 부인이 참석하였다. |  |      |
| 2018년 4월 1일 (일요일) |  | 편집 |

| 2018년 4월 1일 (일요일) |  | 편집 |

| \| 2018년 4월 2일 (월요일) \| \| 편집 \| |  |      |
| 법과 범죄 - 대한민국 서울방배초등학교에서 초등학생 인질 사건이 발생하였다. 과학·기술 - 중국 최초의 우주 정거장 톈궁 1호의 잔해가 타히티 섬 북서쪽 남태평양에 추락했다. |  |      |
| 2018년 4월 2일 (월요일) |  | 편집 |

| 2018년 4월 2일 (월요일) |  | 편집 |

| \| 2018년 4월 3일 (화요일) \| \| 편집 \| |  |      |
| 법과 범죄 - 미국 캘리포니아주 샌프란시스코 국제공항 인근 세계 최대 동영상 포털 유튜브 본사가 입주한 샌 브루노 건물에서 총격사건이 발생해 3명이 부상을 당하였고, 용의자는 스스로 목숨을 끊었다. 사회 - 대한민국에서 발생한 제주 4.3 사건이 올해로 70주년을 맞았다. 문재인 대통령이 참석한 가운데 제주 4·3 평화공원에서 70주년 행사와 봉행식이 열렸다. |  |      |
| 2018년 4월 3일 (화요일) |  | 편집 |

| 2018년 4월 3일 (화요일) |  | 편집 |

| \| 2018년 4월 4일 (수요일) \| \| 편집 \|                                                |  |      |
| 스포츠 - 오스트레일리아 퀸즐랜드 주의 골드코스트에서 2018년 코먼웰스 게임이 개막하였다. |  |      |
| 2018년 4월 4일 (수요일)                                                                 |  | 편집 |

| 2018년 4월 4일 (수요일) |  | 편집 |

| \| 2018년 4월 5일 (목요일) \| \| 편집 \| |  |      |
| 사고 - 2시 38분쯤 대한민국 공군 제11 전투비행단 소속 F-15K 전투기가 경상북도 칠곡군 가산면에 위치한 유학산에 추락했다. 2명이 탈출을 시도했으나, 안개로 모두 사망하였다. 환경 - 필리핀의 휴양지 중 하나인 보라카이섬이 오는 4 월 26 일부터 6 개월간 폐쇄된다. 로드리고 두테르테 대통령이 섬의 오염과 관련한 관계 장관 회의를 주재하고, 이와 같이 결정했다고 해리 로케(Harry Roque) 대통령 대변인(代辯人)이 밝혔다. 부고 - 일본의 애니메이션 감독 타카하타 이사오가 82세를 일기로 숨졌다. 《빨강머리 앤》 등의 작품을 감독하였다. |  |      |
| 2018년 4월 5일 (목요일) |  | 편집 |

| 2018년 4월 5일 (목요일) |  | 편집 |

| \| 2018년 4월 6일 (금요일) \| \| 편집 \| |  |      |
| 경제·비즈니스 - 대한민국의 금융 기업인 삼성증권에서 배당 사고가 일어났다. 우리사주 배당 과정에서 주당 1,000 '원' 배당을 1,000 '주'로 입력하면서 총 주식(약 8,930 만주)의 31 배에 달하는 약 28 억주가 배당되었으며, 일부 직원들이 약 500 만주의 주식을 증권거래소 개장과 동시에 매도한 것으로 확인되었다. 이로 인하여 이날 삼성증권 주식은 장 초반 10 % 이상 급락하였다. 사고 - 험볼트 브롱코스 버스 충돌 사고: 캐나다 서스캐처원 주의 한 도로에서 버스와 트럭의 충돌 사고가 발생했다. 운전자 2 명을 포함하여 15 명이 숨졌으며, 14 명이 부상을 입었다. |  |      |
| 2018년 4월 6일 (금요일) |  | 편집 |

| 2018년 4월 6일 (금요일) |  | 편집 |

| \| 2018년 4월 7일 (토요일) \| \| 편집 \| |  |      |
| 무력충돌·공격 - 독일 뮌스터에서 차량 돌진 사건이 발생해 최소 3명이 숨지고, 20명 이상이 부상을 입었다. 차량의 운전자는 자살하였다. 법과 범죄 - 브라질의 대통령을 지낸 루이스 이나시우 룰라 다 시우바가 부패 혐의로 수감되었다. 사고 - 미국 뉴욕에 있는 트럼프 타워에 화재가 발생하였다. 거주자 1명이 숨지고, 소방관 4명이 부상을 입었다. 스포츠 - 분데스리가 2017-18: 독일 축구리그인 분데스리가의 FC 바이에른 뮌헨이 4 대 1로 FC 아우크스부르크를 꺾고, 남은 경기와 상관없이 리그 우승을 확정지었다. 뮌헨의 이번 우승은 분데스리가 2012-13 우승을 시작으로 6번째 연속 우승이며, 분데스리가 역사상 처음이다. 또한 팀 통산 28번째 우승 기록이며, 이는 분데스리가 최다 우승 기록이다. |  |      |
| 2018년 4월 7일 (토요일) |  | 편집 |

| 2018년 4월 7일 (토요일) |  | 편집 |

| \| 2018년 4월 8일 (일요일) \| \| 편집 \| |  |      |
| 스포츠 - 한국프로농구 2017-18: 강원도 원주종합체육관에서 열린 챔피언결정전 1차전에서 원주 DB 프로미가 93대90으로서울 SK 나이츠를 꺾었다. 챔피언결정전은 5 전 3 선승제로 진행된다. - 미국의 골프 선수 패트릭 리드(Patrick Reed)가 2018년 매스터스 토너먼트에서 우승하였다. 리드는 지난 5 일 부터 아우구스타 내셔널 골프 클럽(Augusta National Golf Club)에서 진행된 대회에서 최종 합계 15 언더파 273 타를 기록하며 그린재킷을 차지하였다. |  |      |
| 2018년 4월 8일 (일요일) |  | 편집 |

| 2018년 4월 8일 (일요일) |  | 편집 |

| \| 2018년 4월 9일 (월요일) \| \| 편집 \| |  |      |
| 사고 - 대한항공 733편이 일본 오사카의 간사이 공항에 착륙하던 도중 테일스트라이크 사고가 일어났다. 사고 이후 기수를 올린 항공기는 공항 상공을 선회하여 15 분 뒤에 재착륙을 시도, 활주로에 착륙하였다. 사고로 인한 인명 피해는 발생하지 않다. 정치와 선거 - 도널드 트럼프 미국 대통령이 국가안보보좌관에 존 볼턴을 임명하였다. |  |      |
| 2018년 4월 9일 (월요일) |  | 편집 |

| 2018년 4월 9일 (월요일) |  | 편집 |

| \| 2018년 4월 10일 (화요일) \| \| 편집 \| |  |      |
|                                           |  |      |
| 2018년 4월 10일 (화요일)                  |  | 편집 |

| 2018년 4월 10일 (화요일) |  | 편집 |

| \| 2018년 4월 11일 (수요일) \| \| 편집 \| |  |      |
| 사고 - 2018년 알제리 공군 Il-76 추락 사고: 알제리 보우파리크 보우파리크 공항 인근에서 군용기 추락 사고가 발생하였다. 이 사고로 승객과 승무원 257 명 전원이 사망하였다. |  |      |
| 2018년 4월 11일 (수요일) |  | 편집 |

| 2018년 4월 11일 (수요일) |  | 편집 |

| \| 2018년 4월 12일 (목요일) \| \| 편집 \| |  |      |
| 경제와 비즈니스 - 대한민국의 중앙은행인 한국은행이 정례회의를 갖고, 연 1.5 %의 기준 금리를 유지하기로 하였다. 현행 기준 금리는 지난 2017년 11월 30일, 약 6년 5개월 여만에 인상된 금리 수준이다. 국제 관계 - 정의용 대한민국의 국가안보실장과 존 볼턴(John R. Bolton) 미국 국가안보보좌관이 회동을 갖고, 조선민주주의인민공화국과 예정된 양국의 정상 회담 실무 및 비핵화 등에 관련하여 논의하였다. 사고 - 대한민국 제주특별자치도의 물영아리오름 인근에서 열기구 추락 사고가 발생하였다. 사고로 인하여 열기구 조종사가 숨졌으며, 탑승객 12명이 부상을 입었다. |  |      |
| 2018년 4월 12일 (목요일) |  | 편집 |

| 2018년 4월 12일 (목요일) |  | 편집 |

| \| 2018년 4월 13일 (금요일) \| \| 편집 \| |  |      |
| 사고 - 대한민국 인천광역시 가좌동의 한 화학공장에서 화재가 발생하였다. 화재 진압 과정에서 소방관 1 명이 부상을 입었다. 해당 공장 및 인근 공장의 건물 8개 동이 피해를 입었으며, 소방 펌프차 1 대와 인근에 주차되었던 차량 14 대가 불에 타는 피해가 발생하였다. |  |      |
| 2018년 4월 13일 (금요일) |  | 편집 |

| 2018년 4월 13일 (금요일) |  | 편집 |

| \| 2018년 4월 14일 (토요일) \| \| 편집 \| |  |      |
| 무력충돌과 공격 - 2018년 다마스쿠스 및 홈스 공습: 미국과 영국, 프랑스가 시리아군의 주요 화학무기 거점에 대한 미사일 공격을 하였다. 이와 관련하여 러시아가 공격 규탄 결의안을 유엔 안전 보장 이사회에 제출하였으나, 미국, 영국, 프랑스가 거부권을 행사하며 부결되었다. |  |      |
| 2018년 4월 14일 (토요일) |  | 편집 |

| 2018년 4월 14일 (토요일) |  | 편집 |

| \| 2018년 4월 15일 (일요일) \| \| 편집 \|                                                                                               |  |      |
| 부고 - 미국의 영화 배우 로널드 리 어메이가 74 세를 일기로 숨졌다. 어메이는 영화《풀 메탈 재킷》(해병대 교관 역) 등의 작품에 출연하였다. |  |      |
| 2018년 4월 15일 (일요일) |  | 편집 |

| 2018년 4월 15일 (일요일) |  | 편집 |

| \| 2018년 4월 16일 (월요일) \| \| 편집 \| |  |      |
| 경제와 비즈니스 - 대한민국의 국책 항공사인 대한항공이 12일 불거진 '갑질 논란'과 관련, 조현민 전무를 대기 발령하였다. 조 전무는 지난달 16일에 있었던 한 회의에서 광고대행사 직원에게 폭언을 하고 물컵을 던졌다는 의혹이 제기되었으며, 이후 폭언 등에 대한 추가 폭로가 있었다. 부고 - 대한민국의 영화 배우 최은희가 92세를 일기로 숨졌다. 최은희는 1947년 영화《새로운 맹서》로 데뷔하였으며, 《사랑방 손님과 어머니》,《성춘향》 등의 작품에 출연하였다. |  |      |
| 2018년 4월 16일 (월요일) |  | 편집 |

| 2018년 4월 16일 (월요일) |  | 편집 |

| \| 2018년 4월 17일 (화요일) \| \| 편집 \|                       |  |      |
| 부고 - 미국의 영부인을 지낸 바버라 부시가 92세를 일기로 숨졌다. |  |      |
| 2018년 4월 17일 (화요일)                                        |  | 편집 |

| 2018년 4월 17일 (화요일) |  | 편집 |

| \| 2018년 4월 18일 (수요일) \| \| 편집 \| |  |      |
| 문화 예술 - 《블랙 팬서》가 사우디아라비아에서 35 년 만에 상영되는 상업 영화가 되었다. 사우디아라비아는 지난 2017년 12월 11일 관련 면허의 발급을 재개한 바가 있다. 정치와 선거 - 스와질란드(스와질랜드)의 군주 음스와티 3세가 국명을 이스와티니 왕국(Kingdom of eSwatini)으로 바꾸겠다고 밝혔다. |  |      |
| 2018년 4월 18일 (수요일) |  | 편집 |

| 2018년 4월 18일 (수요일) |  | 편집 |

| \| 2018년 4월 19일 (목요일) \| \| 편집 \| |  |      |
| 정치와 선거 - 쿠바의 국가평의회 의장으로 미겔 디아스카넬(Miguel Díaz-Canel)이 선출되었다. 쿠바의 국회에 해당하는 전국인민권력회의는 99.83%(찬성 604명, 반대 1명)의 찬성률로 디아스카넬을 인준하였다. 한편, 전임자인 라울 카스트로(Raúl Castro)는 공산당 제1비서직을 2021년까지 유지할 예정이다. |  |      |
| 2018년 4월 19일 (목요일) |  | 편집 |

| 2018년 4월 19일 (목요일) |  | 편집 |

| \| 2018년 4월 20일 (금요일) \| \| 편집 \|                  |  |      |
| 부고 - 스웨덴의 전자 음악가 아비치가 28세를 일기로 숨졌다. |  |      |
| 2018년 4월 20일 (금요일)                                   |  | 편집 |

| 2018년 4월 20일 (금요일) |  | 편집 |

| \| 2018년 4월 21일 (토요일) \| \| 편집 \|                                                                             |  |      |
| 부고 - 일본의 슈퍼센티네리언 다지마 나비(田島ナビ)가 117 세를 일기로 숨졌다. 인류 역사상 세 번째 장수(長壽) 인물이다. |  |      |
| 2018년 4월 21일 (토요일)                                                                                              |  | 편집 |

| 2018년 4월 21일 (토요일) |  | 편집 |

| \| 2018년 4월 22일 (일요일) \| \| 편집 \| |  |      |
| 사고 - 2018년 조선민주주의인민공화국 버스 사고: 평양개성고속도로에서 교통 사고가 발생하였다. 36 명(현지 주민 4 명, 중화인민공화국의 관광객 32 명)이 숨졌으며, 관광객 중 2 명이 중상을 입었다. 스포츠 - 2018년 런던 마라톤: 케냐의 일리우드 킵초게가 2 시간 4 분 17 초의 기록으로 남자 부문에서 우승하였으며, 케냐의 비비안 체루이요트(Vivian Cheruiyot)가 2 시간 18 분 31 초의 기록으로 여자 부문에서 우승하였다. 한편, 영국의 장거리 달리기 선수인 모 패라(남자부 3 위, 2 시간 6 분 21 초)가 33 년만에 영국신기록을 세웠다. |  |      |
| 2018년 4월 22일 (일요일) |  | 편집 |

| 2018년 4월 22일 (일요일) |  | 편집 |

| \| 2018년 4월 23일 (월요일) \| \| 편집 \| |  |      |
| 국제 관계 - 2018년 4월 남북정상회담: 통일각에서 대한민국과 조선민주주의인민공화국간의 정상회담 관련 3차 실무 회담이 진행되었다. 정상회담에 앞선 마지막 협의로, 양측은 이에 앞서 지난 4월 5 일(평화의 집)과 4월 18 일(통일각)에 실무 회담을 진행한 바 있다. - 2018년 북미정상회담, 조선민주주의인민공화국에 대한 제재: 미국의 백악관은 조선민주주의인민공화국의 완전한 비핵화 없이는 제재 조치에 대한 해제도 없다고 밝혔다. 양국은 비핵화 등의 현안과 관련하여, 5월에서 6월 사이 북미정상회담을 가질 예정이다. 정치와 선거 - 아르메니아의 총리 세르지 사르키샨이 사임하였다. 집권당(공화당)이 사르키샨 전(前) 대통령을 퇴임 며칠 뒤에 총리에 지명하면서 대규모 반정부 시위가 촉발한지 1 주일 만이다. 아르메니아는 지난 2015 년 개헌을 통해 내각제를 채택한 바 있다. 사고 - 2018년 토론토 뺑소니 사건: 캐나다 온타리오 주 토론토에서 뺑소니가 발생하여 10 명이 사망하고, 15 명이 부상당했다. |  |      |
| 2018년 4월 23일 (월요일) |  | 편집 |

| 2018년 4월 23일 (월요일) |  | 편집 |

| \| 2018년 4월 24일 (화요일) \| \| 편집 \| |  |      |
| 과학 - 영국 연구팀이 하와이의 제미니 천문대에서 이루어진 관측(觀測) 및 적외선 분광법을 통해 천왕성 대기의 주된 구성물질은 황화 수소(H2S)로 확인되었다고 밝혔다. 사고 - 중화인민공화국 칭위안 시에서 방화(放火)로 인한 화재가 발생, 최소 18 명이 숨졌다. 지역 경찰 당국은 현장에서 도주한 용의자를 체포하였다고 밝혔다. |  |      |
| 2018년 4월 24일 (화요일) |  | 편집 |

| 2018년 4월 24일 (화요일) |  | 편집 |

| \| 2018년 4월 25일 (수요일) \| \| 편집 \| |  |      |
| 법과 범죄 - 미국 캘리포니아주(州) 일대에서 1976년 부터 1986년에 걸쳐 연쇄적인 강도, 성폭행, 살인 범죄를 저지른, 이른 바 골든 스테이트 킬러(Golden State Killer)가 42 년여 만에 체포되었다. 경찰 당국은 범인의 DNA가 사건 현장에서 발견했던 DNA와 일치하는 것으로 확인되었다고 밝혔다. 골든 스테이트는 캘리포니아주(State of California)의 별칭이다. - 킴 발 살인사건: 덴마크의 공학자 페테르 마센이 킴 발(Kim Wall) 살인 혐의로 종신형이 선고되었다. |  |      |
| 2018년 4월 25일 (수요일) |  | 편집 |

| 2018년 4월 25일 (수요일) |  | 편집 |

| \| 2018년 4월 26일 (목요일) \| \| 편집 \| |  |      |
| 스포츠 - 보프 더 용(Bob de Jong) 대한민국 스피드 스케이팅(빙속) 국가대표 코치가 팀을 떠나기로 하였다. 대한빙상경기연맹은 지난 2 월 계약 만료 이후 재계약 논의를 해왔으나, 최근 용이 재계약을 않겠다는 의사를 전해왔다고 밝혔다. |  |      |
| 2018년 4월 26일 (목요일) |  | 편집 |

| 2018년 4월 26일 (목요일) |  | 편집 |

| \| 2018년 4월 27일 (금요일) \| \| 편집 \| |  |      |
| 정치와 선거 - 2018년 4월 남북정상회담: 대한민국의 문재인 대통령과 조선민주주의인민공화국의 김정은 위원장간의 정상회담이 판문점에 위치한 평화의 집에서 열렸다. 양측 정상이 판문점 선언에 서명하였으며, 이를 발표하기 위한 공동 기자회견을 진행하였다. |  |      |
| 2018년 4월 27일 (금요일) |  | 편집 |

| 2018년 4월 27일 (금요일) |  | 편집 |

| \| 2018년 4월 28일 (토요일) \| \| 편집 \| |  |      |
|                                           |  |      |
| 2018년 4월 28일 (토요일)                  |  | 편집 |

| 2018년 4월 28일 (토요일) |  | 편집 |

| \| 2018년 4월 29일 (일요일) \| \| 편집 \| |  |      |
| 경제와 비즈니스 - 미국의 통신사 T-Mobile US와 스프린트가 합병에 합의하였다. 관계 당국(연방 통신 위원회, 법무부)의 승인이 필요하며, 예상되는 합병 기업의 규모는 약 1,460 억 달러(한화 156 조원)이다. |  |      |
| 2018년 4월 29일 (일요일) |  | 편집 |

| 2018년 4월 29일 (일요일) |  | 편집 |

| \| 2018년 4월 30일 (월요일) \| \| 편집 \| |  |      |
| 국제 관계 - 2018년 북미정상회담: 도널드 트럼프 미국 대통령이 트위터를 통해 회담 장소로 판문점의 '평화의집(Peace House)'과 '자유의집'(Freedom House)을 거론하였다. 트럼프 대통령은 이에 대해 한 번 물어보는 것이라고 덧붙였다. 당초 회담 장소로는 제네바, 스톡홀롬, 싱가포르, 울란바토르, 괌 등이 거론된 바 있다. - 도미니카가 중화인민공화국과 외교 관계를 맺고, 중화민국과 단교하였다. 1941 년 수교이후 77 년간 유지해온 도미니카와의 국교가 끊어지면서, 중화민국의 수교국 수는 19 개 국으로 줄어들었다. 사고 - 브라질 상파울루에 있는 26층짜리 고층 아파트에서 화재가 발생하여 붕괴되었다. 이 사고로 1명이 사망하였다. 스포츠 - FC 바르셀로나가 라리가 조기 우승을 확정해 통산 25번째 리그 우승을 달성하였다. |  |      |
| 2018년 4월 30일 (월요일) |  | 편집 |

| 2018년 4월 30일 (월요일) |  | 편집 |

| <           | 2018년 4월  | 2018년 4월 | 2018년 4월 | 2018년 4월 | 2018년 4월 | >          |
| 일          | 월          | 화         | 수         | 목         | 금         | 토         |
| 1 2.16 계해 | 2 17 갑자   | 3 18 을축  | 4 19 병인  | 5 20 정묘  | 6 21 무진  | 7 22 기사  |
| 8 23 경오   | 9 24 신미   | 10 25 임신 | 11 26 계유 | 12 27 갑술 | 13 28 을해 | 14 29 병자 |
| 15 30 정축  | 16 3.1 무인 | 17 2 기묘  | 18 3 경진  | 19 4 신사  | 20 5 임오  | 21 6 계미  |
| 22 7 갑신   | 23 8 을유   | 24 9 병술  | 25 10 정해 | 26 11 무자 | 27 12 기축 | 28 13 경인 |
| 29 14 신묘  | 30 15 임진  |            |            |            |            |            |

| - 2018년 - 3월 - 4월 - 5월 편집하기 |